# Rossmann
Rossmann je německý obchodní řetězec drogerií. Provozuje prodejny v Německu, Albánii, Kosovu, Polsku, Španělsku, Česku, Maďarsku a Turecku.

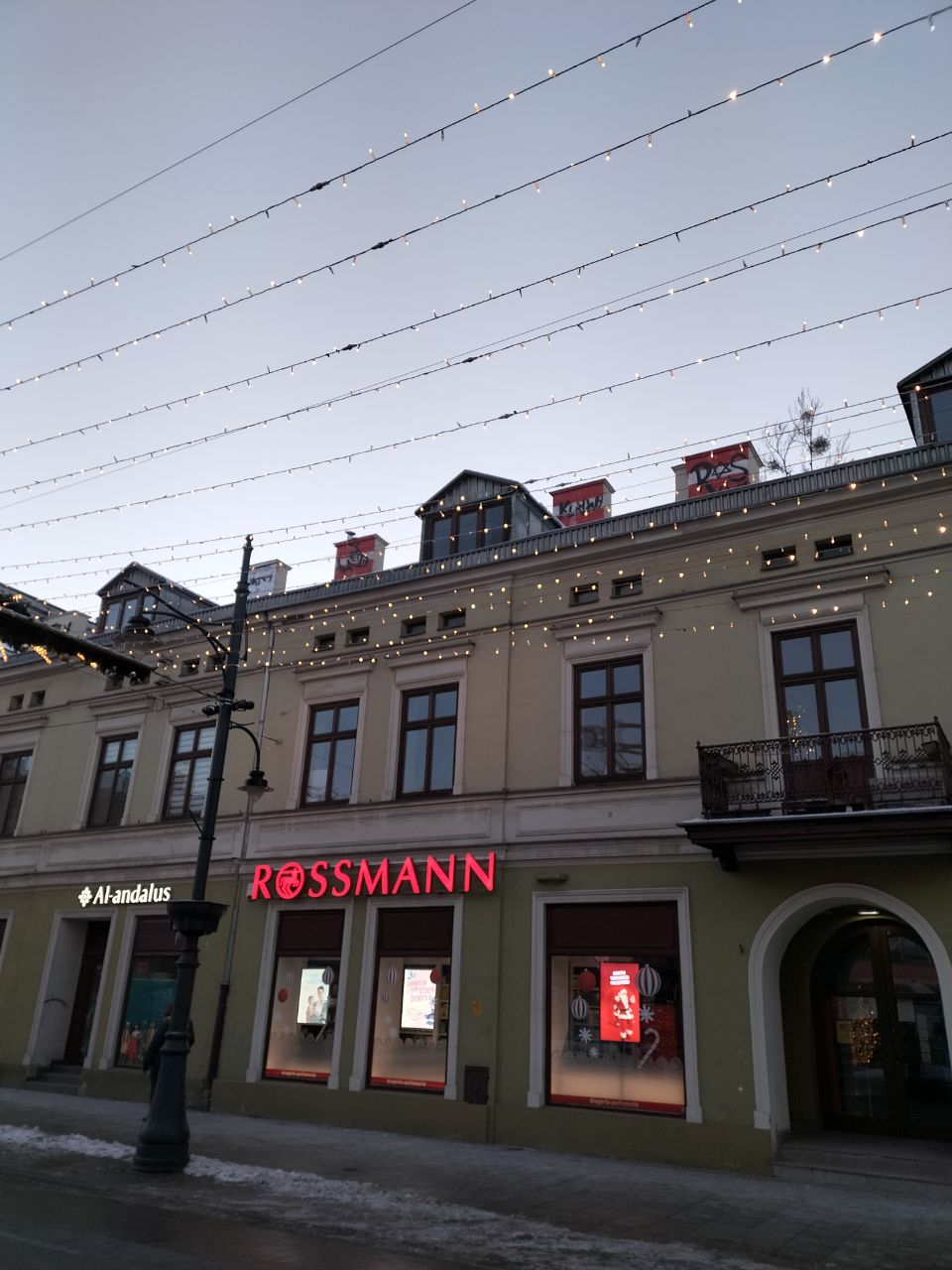

## Historie
Chemik Dirk Roßmann otevřel v roce 1972 svou první prodejnu pod názvem Markt für Drogeriewaren. Později začal s exportem do jiných států. V roce 2018 otevřel 1. svou samoobslužnou prodejnu. V roce 2020 existuje celkem 4088 poboček Rossmann s 56 200 zaměstnanci.

### Česko
Rossmann je v Česku od roku 1994. Dnes má v Česku více než 150 prodejen.